# S-GPS
S-GPS (англ. Simultaneous GPS) — система, улучшающая определение координат GPS-приёмником.
Установление местонахождения на мобильных телефонах с поддержкой CDMA, как правило, с помощью встроенного в устройство GPS. Телефон на основе GPS-приемника на сегодняшний день в основном работали с помощью тайм-мультиплексированных схеме (TM-GPS), где сигнал GPS и телефонных сигналов вызова последовательно переключаются назад и вперед.